# Bathyraja maculata
Bathyraja maculata es una especie de pez de la familia de los Rajidae en el orden de los Rajiformes.

## Morfología
Los machos pueden llegar a alcanzar los 115 cm de longitud total y 8.500 g de peso.

## Reproducción
Es ovíparo y las hembras ponen huevos envueltos en una cápsula córnea.

## Hábitat
Es un pez marino de aguas profundas que vive entre 70 y 1193 m de profundidad

## Distribución geográfica
Se encuentra en el mar de Bering.

## Observaciones
Es inofensivo para los humanos.